# Arcieparchia di Sivas
L'arcieparchia di Sivas (in latino Archieparchia Sebastena) è una sede soppressa della Chiesa armeno-cattolica; è annoverata fra le sedi titolari della Chiesa cattolica con il nome di Sebaste degli Armeni (in latino Sebastensis Armenorum).

## Storia
L'eparchia, che comprendeva la parte meridionale del vilayet di Sivas ed aveva sede nella città di Sivas (l'antica Sebastea), fu eretta nel 1858. Il 30 maggio 1892, in forza della lettera apostolica Quod ab Episcopis di papa Leone XIII, fu elevata al rango di sede arcieparchiale e contestualmente fu unita aeque principaliter alla sede di Tokat.
Nel primo decennio del XX secolo nelle due eparchie unite sono segnalati circa 3.000 fedeli cattolico-armeni, con 14 sacerdoti e 4 chiese.
A causa del genocidio d'inizio Novecento, l'arcieparchia, come tutte le diocesi armene di Turchia, perse la maggior parte della sua popolazione, e la sede fu di fatto soppressa.
Dal 1972 Sivas è annoverata tra le sedi arcivescovili titolari della Chiesa cattolica con il nome di Sebaste degli Armeni; dal 21 agosto 2024 l'arcivescovo titolare è Kévork Noradounguian, I.C.P.B., ordinario degli armeni per l'Europa orientale.

## Cronotassi

### Eparchi
- Nerses Haleblian † (23 maggio 1858 - 14 agosto 1877 deceduto)
- Garabed Khadifian, I.C.P.B. † (14 agosto 1877 - 2 dicembre 1890 dimesso)
- Isaac Hagian † (8 aprile 1892 - 6 maggio 1905 dimesso)
- Léon Kecegian † (20 maggio 1908 - maggio 1916 deceduto)

### Arcivescovi titolari
- Nerses Der Nersessian, C.A.M. † (9 luglio 1992 - 24 dicembre 2006 deceduto)
- Kévork Noradounguian, I.C.P.B., dal 21 agosto 2024